# Potentilla elvendensis
Potentilla elvendensis är en rosväxtart som beskrevs av Pierre Edmond Boissier. Potentilla elvendensis ingår i Fingerörtssläktet som ingår i familjen rosväxter. Inga underarter finns listade i Catalogue of Life.